# Salomão Jorge
Salomão Pedro Jorge (Petrópolis, 6 de julho de 1902 - São Paulo, 8 de fevereiro de 1991) foi um médico, escritor, polemista e político brasileiro de origem sírio-libanesa. Era pai do historiador e enciclopedista Fernando Jorge.

## Biografia
Natural de Petrópolis, filho de pai sírio e mãe libanesa, escreveu a obra poética Arabescos publicada originalmente no Rio de Janeiro em 1941, pela Irmãos Pongetti Editora.

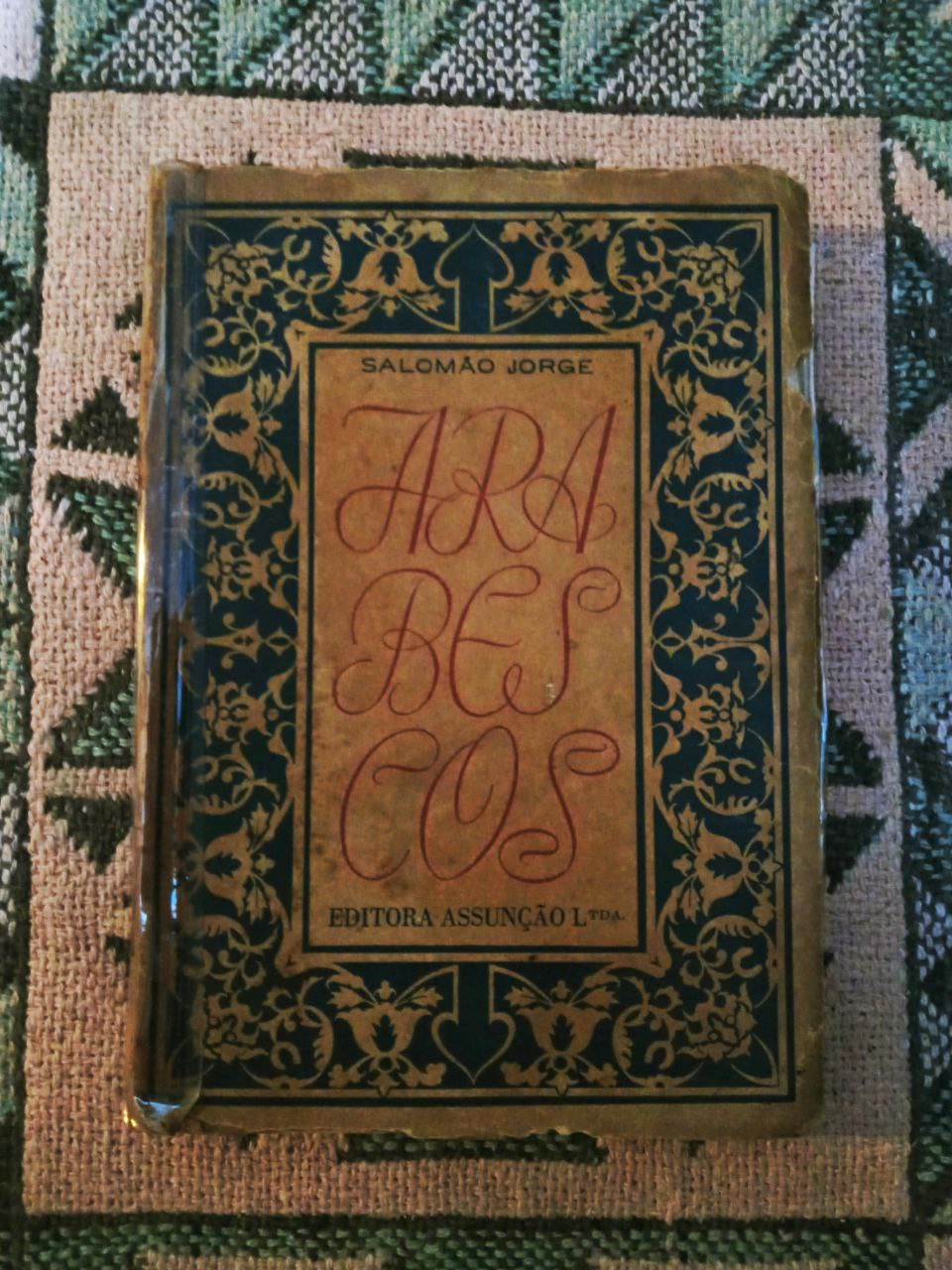
Salomão Jorge, Editora Assunção Ltda. Segunda edição, São Paulo, Brasil, 1944.

Na cidade natal estudou no Colégio São Vicente de Paula; formado em medicina, foi um dos fundadores da Academia Petropolitana de Letras e ingressou na política como vereador, presidindo a câmara municipal; casou-se com a amazonense Albertina Pantoja Alves aos vinte e sete anos de idade, e com ela teve quatro filhos: Emília, Rui, Jacques e Fernando.
Mudou com a família para o estado de São Paulo em 1936, vindo mais tarde a se eleger deputado estadual, assumindo na Assembleia Legislativa a função de líder do governo, na administração Ademar de Barros, após ter sido eleito em 1947.
Várias escolas paulistas homenageiam o político, como a Escola Estadual Dep. Salomão Jorge, em Carapicuíba, e a Escola Municipal de Educação Infantil Deputado Salomão Jorge.